# 黃瀅仴
黃瀅仴（英語：Verena Wong Ying Yuet，2001年9月1日—），原名黃翠莹。香港女主持、演員，出身於第31期無綫電視藝員訓練班，現為無綫電視合約藝員。

## 早年生活
黃瀅仴畢業於香港大學，大專時期修讀了香港大學的Global creative industry（全球創意產業課程）、原本還想Major埋Marketing，但後來因為事業學業兩兼顧分身不暇，才忍痛將Marketing由Major轉Minor，「本身諗住double major㗎，但最後真係頂唔順…放棄咗」，為校內學生會戲劇社成員；她擅長多種舞蹈。
小學讀宣道會陳元喜小學，中學讀沙田崇真中學，大學讀香港大學，入住孫志新堂，亦有參與港大劇社，她亦是孫志新堂dance team成員之一，也曾是港大戲劇社成員。

## 演藝生涯
2021年畢業於第31期無綫電視藝員訓練班後，正式加入無綫電視。
2022年夥拍吳兆麟參加無綫電視藝員才藝競賽節目《全城一叮》，性感拉丁舞表演受到注意。
2024年11月她在Instagram稱台慶綵排前出意外赴急症，鐵線篤穿手，望住啲肉被吊住。

## 主持節目
| 首播     | 節目名       | 備註                                                      |
| 無綫電視 |              |                                                           |
| 2021年   | 搵鬼去電視城 | 與徐文浩、王虹茵、徐加晴、劉倬昕、布樂文、胡敏芝（主持）  |
| 2022年   | Hands Up     | 與伍文生、潘靜文、曹銦玲、梁芷菁、盧映彤、阮浩棕 （主持） |
| 2022年   | 搵鬼同你瞓   | 與吳洛汶、胡敏芝、陳國麟、李爾晨、麥詩晴、馮子亮（主持）  |
| 2023年   | 周六聊Teen谷 | 與文凱婷、鄧凱文、黃凱儀（主持）                          |
| 2024年   | 醫度講       | 與李澄琳、何慧欣、胡依諾、吳洛汶（主持）                  |

### 綜藝節目 （無綫電視）
| 首播     | 節目名                             | 備註           |
| 無綫電視 |                                    |                |
| 2021年   | 兒歌金曲SUMMERFEST                 | 演出           |
| 2022年   | The Show Must Go On (無綫電視節目) | 演出           |
| 2022年   | 全城一叮                           | 參賽者         |
| 2023年   | 我要瞓鬥                           | 參賽者         |
| 2023年   | 通靈之王 2                         | （嘉賓）       |
| 2024年   | 直播靈接觸（第一季）               | 飾演白無常     |
| 2024年   | 直播靈接觸（第二季）               | 飾演白修女     |
| 2024年   | 2024巴黎奧運                       | （節目小編）   |
| 2024年   | 我推的野男LIVE!                    | （節目小編）   |
| 2024年   | 美食新聞報道                       | （第54集嘉賓） |
| 2025年   | 今晚乜都拗                         | （第14集嘉賓） |
| 2025年   | 第十八屆亞洲電影大獎               | （節目小編）   |

### 電視劇（無綫電視）
| 年份   | 劇集名稱                 | 集數/角色                                                             |
| ------ | ------------------------ | --------------------------------------------------------------------- |
| 2021年 | 愛·回家之開心速遞        | 演貓義工（並曾演多個單集客串角色）                                    |
| 2022年 | 回歸光影頌: 究竟天有幾高 | 女同事                                                                |
| 2022年 | 回歸光影頌: 神奇的燈泡   | 食客                                                                  |
| 2022年 | 回歸                     | 參賽者                                                                |
| 2022年 | 痞子殿下                 | 尼姑（第1集）                                                         |
| 2022年 | 美麗戰場                 | BiBi（第4集）、嘉茵（第10-13集）                                      |
| 2022年 | 輕·功                    | 女學生（第8集）                                                       |
| 2022年 | 有種好男人               | 飾 店員（第1集）、商場客人（第7集）                                   |
| 2023年 | 新四十二章               | 飾 學員（第5集）、病人（第7集）、護士（第9-10集）、酒吧客人（第22集） |
| 2023年 | 隱形戰隊                 | 人質（第11-12集）、少女（第13集）、售貨員（第24集）、陪審團（第25集） |
| 2023年 | 法言人                   | 飾 賓客（第7-8集）、食客（第15集）、溜冰人士（第21集）                |
| 2023年 | 隱門                     | 環境人物（第5集）、QQ（第14、19、20集）                               |
| 2023年 | 靈戲逼人                 | 飾 食客（第15集）                                                     |
| 2024年 | 婚後事                   | 饰演Candy                                                             |
| 2024年 | 黑色月光                 | 施凱悠                                                                |
| 2024年 | 逆天奇案2                | 饰演翻译                                                              |
| 2024年 | 奔跑吧！勇敢的女人們     | 方穎                                                                  |
| 2025年 | 奪命提示                 | 化妝師（第27集）                                                      |
| 2025年 | 虛擬情人                 | 觀眾（第4、6集）、女用戶（第14集）                                    |
| 2025年 | 刑偵12                   | 希業接待                                                              |
| 未播映 | 金式森林                 |                                                                       |

## MV
| 首播     | 節目名 | 備註         |
| 無綫電視 |        |              |
| 2023年   | 谷婭溦 | 《再也不見》 |

## 曾獲獎項與提名
| 年份 | 頒獎典禮             | 獎項           | 入圍者                                         | 結果 |
| ---- | -------------------- | -------------- | ---------------------------------------------- | ---- |
| 2024 | 萬千星輝頒獎典禮2024 | 飛躍進步女藝員 | HandsUp、直播靈接觸、我推的野男LIVE!、黑色月光 | 提名 |

## 資料來源
1. 1 2 3  洪曉璇. . 香港01. 2022-10-07  [2023-06-23]. （原始内容存档于2023-06-23） （中文（香港））.
2. ↑  . 星島日報.   [2022-10-07]. （原始内容存档于2025-01-01）.
3. 1 2  . on.cc東網. 2022-06-09  [2023-06-23]. （原始内容存档于2023-06-24） （中文（香港））.
4. 1 2  . 東方新地. 2022-07-16  [2023-06-23]. （原始内容存档于2023-06-23） （中文（香港））.
5. 1 2  . 東周網【東周刊官方網站】Eastweek.com.hk.   [2023-06-23]. （原始内容存档于2023-06-24） （中文（香港））.
6. ↑  . 明報OL網. 2022-10-06  [2023-06-23]. （原始内容存档于2023-06-24） （中文（繁體））.
7. ↑  . 香港01.   [2024-11-12].
8. ↑  . 東周網【東周刊官方網站】Eastweek.com.hk.   [2023-10-2]. 原始内容存档于2023-10-04 （中文（香港））.
9. ↑  . 香港01.   [2023-07-26]. （原始内容存档于2023-07-26） （中文（香港））.

## 外部連結
- 黃瀅仴的Instagram帳戶
- 黃瀅仴 Verena Wong | Facebook
- 黃瀅仴 Verena Wong | TVB ARTISTE （页面存档备份，存于）
- 黃瀅仴 Verena Wong |哔哩哔哩黄滢仴Verena的个人空间
- | 新浪微博黄滢仴Verena的个人空间